# No Ordinary Family
No Ordinary Family (Brasil: Família de Heróis / Portugal: Os Incríveis Powells) foi uma série de televisão norte-americana transmitida pela ABC de 28 de setembro de 2010. Em 13 de maio de 2011, a ABC anunciou o cancelamento da série. No Brasil é transmitido pela Sony, e em Portugal foi transmitido na AXN. A partir do dia 24 de abril de 2013 a Rede Globo passou a transmitir a série nas madrugadas, substituindo The Good Guys.

## História

### Sinopse
Os Powell ganham super poderes após sofrerem um acidente de avião no meio da floresta Amazonica. Essa experiência conjunta acaba servindo como a oportunidade perfeita para que eles possam restaurar a unidade familiar.

### Temas recorrentes
- Super-heróis
- Conflitos familiares

## Elenco

### Elenco principal
- Michael Chiklis como James "Jim" Powell - desenhista da polícia é super forte, à prova de balas, pode pular grandes alturas e é anti-chamas. Entretanto quando em contato com cinoxato, seu poder não funciona. Sua fraqueza baseia-se em agilidade e equilíbrio.

Dublador: Mauro Ramos
- Julie Benz como Stephanie Powell - uma cientista que trabalha na Global Tech. Ela é super veloz (corre cerca de 10 milhas em 5 segundos) e se regenera rapidamente. Trabalhava na pesquisa da Trilsetum Coronis, uma planta da Bacia Amazônica. Depois ela descobre que a planta coincide os mesmos cromossomos do DNA da super família.

Dubladora: Miriam Ficher
- Kay Panabaker como Daphne Nicole Powell - Filha de 15 anos de Jim e Stephanie. Tem o poder da telepatia e de ver lembranças alheias pelo toque, que também a permite restaurar sua própria memória. Mais tarde ela descobre que pode controlar mentes através de comandos mentais.

Dubladora:Ana Elena
- Jimmy Bennett como James "JJ" Powell Jr. - Filho de 14 anos de Jim e Stephanie, um jovem com vasta inteligência. Ele tem o poder de ler e entender grande quantidade de informação em alta velocidade (mas é capaz de lembrar por apenas 6 horas). Ele também pode aprender uma nova língua em questão de segundos. Seus poderes se estendem a uma forma de "visão-de-gênio". Mas quando ele fica sexualmente excitado, seu poder falha. Ele também pode achar o ponto crítico do oponente para nocautear. No episódio 15, ele descobre ser imune ao controle mental da Daphne.

Dublador: Erick Bougleux
- Romany Malco como George St. Cloud - um procurador de Pacific Bay e amigo de longa data de Jim. Ele sabe dos superpoderes e patrocina e opera a rede de inteligência de combate ao crime (A Base Secreta) em sua garagem.

Dublador: Marcelo Sandryni
- Autumn Reeser como Katie Andrews - uma técnica de laboratório e assistente pessoal de Stephanie na Global Tech, é fanática por HQs. Ela também sabe sobre os superpoderes da família. Ela namora The Watcher (sob o nome de Will e depois Joshua), mas não sabe que na verdade ele segue ordens do Dr. King para investigar os superpoderes dos Powell. Sua heróina favorita é a Lince Negra (X-Men). Devido a gravidez do filho dela com Joshua ela agora possui poderes telecinéticos.

Dubladora: Iara Riça
- Josh Stewart como The Watcher - ele assume o nome de Will depois Joshua para a família. Seus poderes são temporários e requerem injeções regulares. Ele demonstrou telecinese, controle mental e  um escudo psíquico que protege contra leitura de pensamentos de Daphne. Ele não consegue esconder seus pensamentos quando Daphne acidentalmente vê suas memórias com o toque, consequentemente Joshua mostra o poder de apagar memórias tirando todas memórias de Daphne desde a viagem ao Brasil. Através da telepatia ele pode "reativar" memórias, como manter seu nome verdadeiro, e outras coisas, em sigilo. As injeções do Trilsetum é a única coisa que o mantém vivo.
- Stephen Collins como Dr. Dayton King - chefe de Stephanie na Global Tech, e com o desenrolar da série, uma figura-chave no super poderoso mundo dos Powell. No episódio 14, ele descobre os poderes de Jim e Stephanie assistindo uma gravação das câmeras de segurança. No episódio 16, ele conta que é o pai adotivo do Watcher e tem certo interesse em JJ.

Dublador: Luiz Carlos Persy

### Personagens regulares
- Lucy Lawless como Helen Burton (também conhecida como Sra. X) - Diretora da Global Tech a qual Dr. King trabalha. Quando ela fica sabendo do uso desnecessário do soro (ele havia injetado em quase todo detento da cidade), ela ordena que Sophie mate Dr. King. O plano fracassa, mas Mrs. X continua com o mesmo objetivo, atéele lhe mostrar uma fórmula feita por J.J. para deixar os poderes permanentes. No episódio No Ordinary Future ela revive Victoria para espionar o "super bebê" de Katie.
- Christina Chang como Detetive Yvonne Cho - Uma policial que trabalhava na mesma delegacia como Jim. Ela foi assassinada por Joshua (The Watcher) no episódio 2.
- Jason Antoon como Sr. Litchfield - professor de matemática do J.J., que inicialmente J.J. suspeita de fraude devido à sua mudança brusca depois que ele voltou de suas férias. Mais tarde, trabalhou para o Dr. King e, em seguida, com Sra. X, na tentativa de aproveitar os poderes de J.J. para si mesmo. Morto por ordem da Sra. X repetidamente após falhar em obter a cooperação do J.J.
- Rebecca Mader como Victoria Morrow - Vice-presidente de Recursos Humanos da Global Tech. Ela prometeu ser fiel ao Dr. King e tem o poder de mudar de forma. Ao tomar a aparência de Katie ela acaba descobrindo os poderes de Stephanie. Ela morre num combate com Jim. Mas em No Ordinary Future Sra. X a ressuscita para descobrir mais sobre o bebê de Joshua e Katie.
- Lucas Kleintank como Chris Minor - um delinqüente juvenil com um bom coração, que se apaixona por Daphne Powell e torna-se seu novo namorado. Quando sua família pressiona ela para manter seu segredo, Daphne decide apagar a memória de Chris sobre seus poderes. No entanto, isso também faz com que ele se esqueça de todo o seu relacionamento.
- Anthony Michael Hall como Roy Minor - Pai de Chris, adquire força descomunal e invúlnerabilidade após seu filho roubar uma dose da casa de Stephanie. O nível de sua força é bem maior que de Jim.
- Tricia Helfer como Sophie Adler - Uma sedutora mulher que podia dominar a mente dos homens à base de feromônios. Mrs. X lhe encarrega de enfeitiçar George e Jim, para instalar uma bomba no prédio de Dr King. Mas o plano vai por àgua a baixo quando Stephanie livra Jim do transe. Quando Sra. X fica sabendo do fracasso da missão, ela a mata escondendo uma bomba no seu carro.
- Eric Balfour como Lucas Winnick - Assassino sangue frio que é curado de uma doença terminal por Stephanie. Ele recebe habilidades animais. Depois de se livrar de Sophie, Sra. X oferece-lhe um emprego: caçar e matar todos os supers que encontre.
- Michael Maize como Ben - funcionário da Global Tech que sequestrou J.J. a pedido de Mrs.X. Mata o Professor Litchfield por não convencer J.J. resolver a equação. Gerava poderosas descargas elétricas, mas nem assim conseguiu derrotar Jim cuja pele é um isolante natural. Acaba provando do seu próprio veneno quando Jim reflete a eletricidade contra ele, matando-o.

### Participação especial
- Tate Donovan como Mitch McCutcheon - O piloto de avião da Powell para sua viagem Brasil, que é dado como morto.
- Jamie Harris como Reed Koblenz - Um ladrão teletranspotador que é morto com um tiro dado pela Detetive Cho logo no primeiro episódio. Foi o primeiro "super" que Jim enfrentou.
- Nathan Keyes como Lucas Fisher - o namorado de Daphne, que ela descobre que está traindo ela quando lê sua mente. Originalmente seria intepretado por Chord Overstreet.
- Rachel Miner como Rebecca Jessup - ex-prisioneira podia emitir ondas de choque que causavam terremotos. Ela roubava remédios em diversas farmácias para poder se controlar. Ela também foi presa por Dr. King várias vezes.
- Alex Solowitz como Theo Patton - Desconfiando de uma série de incêndios sem explicação, Jim e Stephanie encontram a resposta: um super assassino com poder do fogo. Morre quando é atingido por um tanque de areia.
- Ethan Suplee como Tom Seeley - Fugitivo da mesma cadeia que Theo e Rebecca estiveram. Ele não se lembra do passado, muito menos como ganhou o poder de evaporar-se. Mas Quando ele vê uma foto do Dr. King ele o reconhece e vai até a Global Tech em busca de vingança, acusando de ser responsável pelo que aconteceu.
- Jean-Luc Bilodeau como Brett Martin - colega de escola de Daphne que está interessado em arte moderna, língua japonesa e sushi.
- Bruce McGill como Allan Crane - O pai de Stephanie que odeia Jim e depois o acusa de fraude em Stephanie.
- Cybill Shepherd como Barbara Crane - a mãe de Stephanie
- Jackson Rathbone como Trent - um menino que testemunha a sua casa ser assaltada, se recusa a contar a verdade para a polícia. Daphne descobre novos elementos para os seus poderes quando ela toca a mão e pode ler os pensamentos do passado/memórias.
- Jason Wiles como Mike Powell - o irmão de Jim, que está  com muitas dívidas e aproveita os poderes de J.J.
- Rick Schroder como Dave Cotten - cuja vida é salva por Jim após parar um ônibus que quase o atropela.
- Annie Wersching como Michelle Cotten - a esposa de Dave.

## Episódios
| Temporada | Temporada | Episódios | Exibição Original | Lançamento em DVD      |
| --------- | --------- | --------- | ----------------- | ---------------------- |
|           | 1         | 20        | 2010              | 28 de setembro de 2010 |

## Recepção
No Ordinary Family teve recepção geralmente favorável por parte da crítica especializada. Com base de 28 avaliações profissionais, alcançou uma pontuação de 65% no Metacritic.